# TMK Reșița

TMK Resita nu mai exista de la finalul anului 2021, a fost absorbita de ARTROM STEEL TUBES.
TMK Reșița (fostă Combinatul Siderurgic Reșița - CSR) este o companie metalurgică din România. Până în august 2009, acțiunile companiei au fost tranzacționate pe piața Rasdaq, sub simbolul SROY.
Număr de angajați în 2009: 1.166

## Istoric
În anii 1871 - 1873 s-a construit prima cale ferată industrială care a legat Reșița cu Bocșa și Ocna de Fier, a căror bogăție în minereu de fier este cunoscută și utilizată încă de pe timpul romanilor.
În 1872 a fost terminată prima locomotivă fabricată la Reșita.
De atunci Reșita s-a dezvoltat continuu, devenind un important centru industrial al țării.
În anul 2000, s-a încercat privatizarea combinatului, cu americanii de la Noble Ventures, privatizare care s-a încheiat cu un proces câștigat de statul român (la Curtea de arbitraj din Washington), după ce s-a dovedit că americanii nu aveau nici un ban de investit în combinat și nu au îndeplinit nici o obligație dintre cele preluate prin contract.
Noble Ventures a plătit doar 515.000 de dolari pentru acțiunile cumpărate de la Fondul Proprietății de Stat (FPS), cu bani împrumutați de la Levy (o altă companie americană).
Drept urmare, în data de 15 ianuarie 2003, contractul privind Combinatul Siderurgic Reșița (CSR), încheiat între FPS și Noble Ventures, s-a desființat de drept, datorită faptului că Noble Ventures nu a plătit două rate consecutive din prețul de cumpărare a acțiunilor CSR, care erau scadente la 31 decembrie 2001 și 31 decembrie 2002.
Combinatul a fost vândut firmei americane Noble Ventures, pentru 4,5 milioane de dolari și promisiunea unei investiții de 85 de milioane de dolari, în trei ani.
Noble Ventures nu și-a respectat angajamentele, așa încât Guvernul Adrian Năstase a reziliat mai târziu contractul.
Americanii au reacționat cerând despăgubiri de 350 de milioane de USD.
România a câștigat litigiul, după șase ani de procese și cu prețul a cinci milioane de dolari, cât a costat apărarea.
Ca urmare, Autoritatea pentru Privatizare s-a reînscris ca acționar majoritar, iar pe 17 ianuarie 2003 a fost numit un administrator provizoriu pentru CSR și s-a instituit procedura de administrare specială.
În februarie 2004, statul român a vândut pachetul majoritar de acțiuni ale combinatului pe un euro către compania rusă TMK.
Alături de prețul de vânzare au fost incluse o serie de alte obligații, cum ar fi plata datoriilor care, la acea dată, depășeau valoarea activelor.
În același timp toate datoriile bugetare acumulate de Combinatul Siderurgic Reșita (CSR) au fost șterse, iar pentru stingerea datoriilor neachitate către bugetele locale combinatul a vândut Consiliului Local Reșita terenurile fostei uzine cocso-chimice, la un preț egal cu valoarea datoriilor.

TMK Resita nu mai exista de la finalul anului 2021, a fost absorbita de ARTROM STEEL TUBES.